# Starý svatojánský hřbitov
Starý svatojánský hřbitov (německy Alter Johannisfriedhof) je nejstarší hřbitov na území saského města Lipsko v Německu.

## Historie
Nejstarší zmínky o hřbitově sahají do roku 1278. V té době náležel k pozemkům svatojánského špitálu (Johannisspital), jež fungoval jako leprosárium, pod správou již zaniklého svatojánského kostela. Zprvu sloužil výhradně k pochovávání zemřelých na lepru. Roku 1476 došlo na kurfiřtský pokyn k rozšíření hřbitova a zároveň k povolení na něm pochovávat i osoby bez lipského městského práva. V roce 1536 učinil saský vévoda Jiří Vousatý svatojánský hřbitov hřbitovem veřejným pro město Lipsko, což vedlo k markantnímu zvýšení kapacity dosavadních míst k pohřbívání. Během třicetileté války byl hřbitov zpustošen. Ani v závěru napoleonských válek neunikl svatojánský hřbitov devastaci. Stal se útočištěm pro zraněné vojáky a válečné zajetce, kteří bydleli v hrobkách a dřevo ze starých rakví využívali k rozdělávání ohňů. Detailně byl ponurý začátek 19. století nesoucí se na vlně zkázy hřbitova zmapován v pamětech tehdejšího hrobaře Johanna Daniela Ahlemanna.

Do roku 1850 vznikla celkově čtyři hřbitovní oddělení. Jelikož se dostačujícího místa stále nedostávalo, došlo v letech 1827–1863 k poslednímu navýšení kapacity hřbitova otevřením pátého oddělení. Od roku 1846 se začal k pohřbívání využívat nedaleký Nový svatojánský hřbitov. V roce 1894 byly při přestavbě lodi bývalého kostela svatého Jana Křtitele nalezeny ostatky barokního hudebního skladatele Johanna Sebastiana Bacha.

V souvislosti s rozšiřováním okolních ulic a školy Gutenbergschule byla značně zredukována plocha pátého hřbitovního oddělení, čímž se narušila původní situaci hrobů. Další nenávratnou změnu zaznamenal hřbitov v letech 1925–1929, kdy v prvním a druhém hřbitovním oddělení vznikl komplex Grassimuseum. Mezi léty 1981–1995 probíhala rozsáhlá sanace starého svatojánského hřbitova a následně byl hřbitov 21. června 1995 slavnostně znovuzpřístupněn veřejnosti a prohlášen památkou.

## Pohřbení
- Johann Friedrich Bauer (1696–1744), soudní přísedící Lékařské fakulty Lipské univerzity
- Eduard Friedrich Ferdinand Beer (1805–1841), orientalista
- Roderich Benedix (1811–1873), divadelní herec
- Heinrich Wilhelm Brandes (1777–1834), fyzik a astronom
- Friedrich Arnold Brockhaus (1772–1823), nakladatel
- Johann Gottfried Erckel (1767–1833), obchodník, bankéř, stavitel a lipský radní a hejtman
- Sophie Eleonore Friederike von Schleswig-Holstein-Sonderburg-Augustenburg (1778–1836), dánsko-německá malířka miniatur
- Heinrich Leberecht Fleischer (1801–1888), orientalista
- Franz Dominic Grassi (1801–1880), obchodník a mecenáš
- Gustav Harkort (1795–1865), podnikatel
- Ernst Innozenz Hauschild (1808–1866), učitel
- Karl Herloßsohn (1804–1849), spisovatel, encyklopedista a žurnalista
- Johann Adam Hiller (1728–1804), hudební skladatel
- Johann Conrad Hinrichs (1763–1813), nakladatel
- David Hoyer (1667–1720), malíř
- Anna Katharina Kanne (1746–1810), Goetheho Käthchen Schönkopf
- Gottlieb Christian Kreutzberg (1810/14–1874), světský
- Wilhelm Traugott Krug (1770–1842), filozof
- Samuel Friedrich Nathanael Morus (1736–1792), filozof a evangelický teolog
- Adam Friedrich Oeser (1717–1799), malíř
- Timotheus Ritzsch (1614–1678), knihtiskař
- Johann Friedrich Rochlitz (1769–1842), dramatik
- Carl Christian Heinrich Rost (1742–1798), obchodník s uměním
- Veit Hans Schnorr von Carolsfeld (1764–1841), malíř
- Ludwig Schuncke (1810–1834), hudební skladatel a spoluzakladatel periodika Neue Zeitschrift für Musik
- Johann Michael Stock (1737–1773), mědirytec
- Christian Theodor Weinlig (1780–1842), hudební skladatel
- Christian Felix Weiße (1726–1804), básník
- Friedrich Zarncke (1825–1891), germanista
- Georg Joachim Zollikofer (1730–1788), švýcarsko-německý teolog a kněz

## Galerie

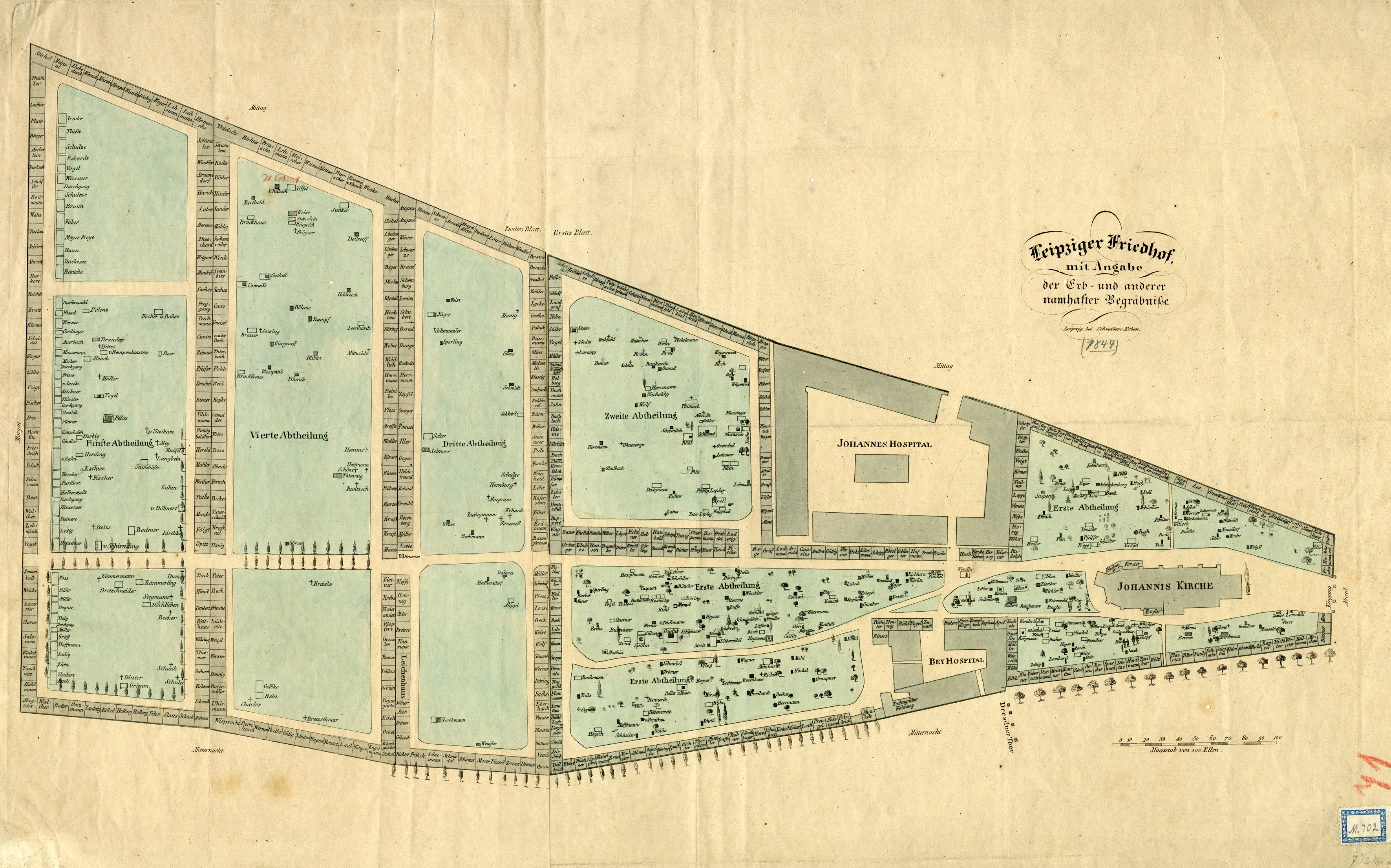
Plán hřbitova z roku 1844
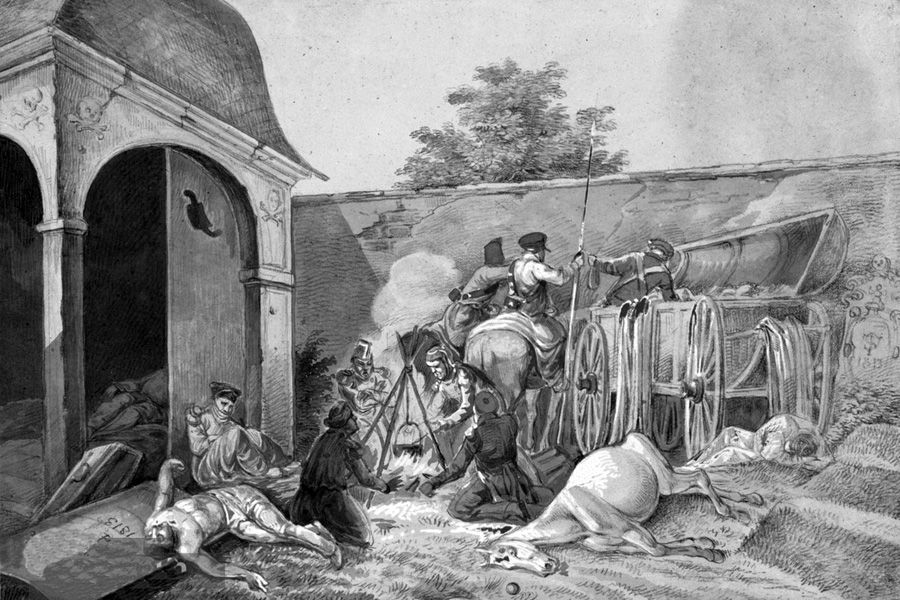
Vojenský tábor na hřbitově během bitvy národů
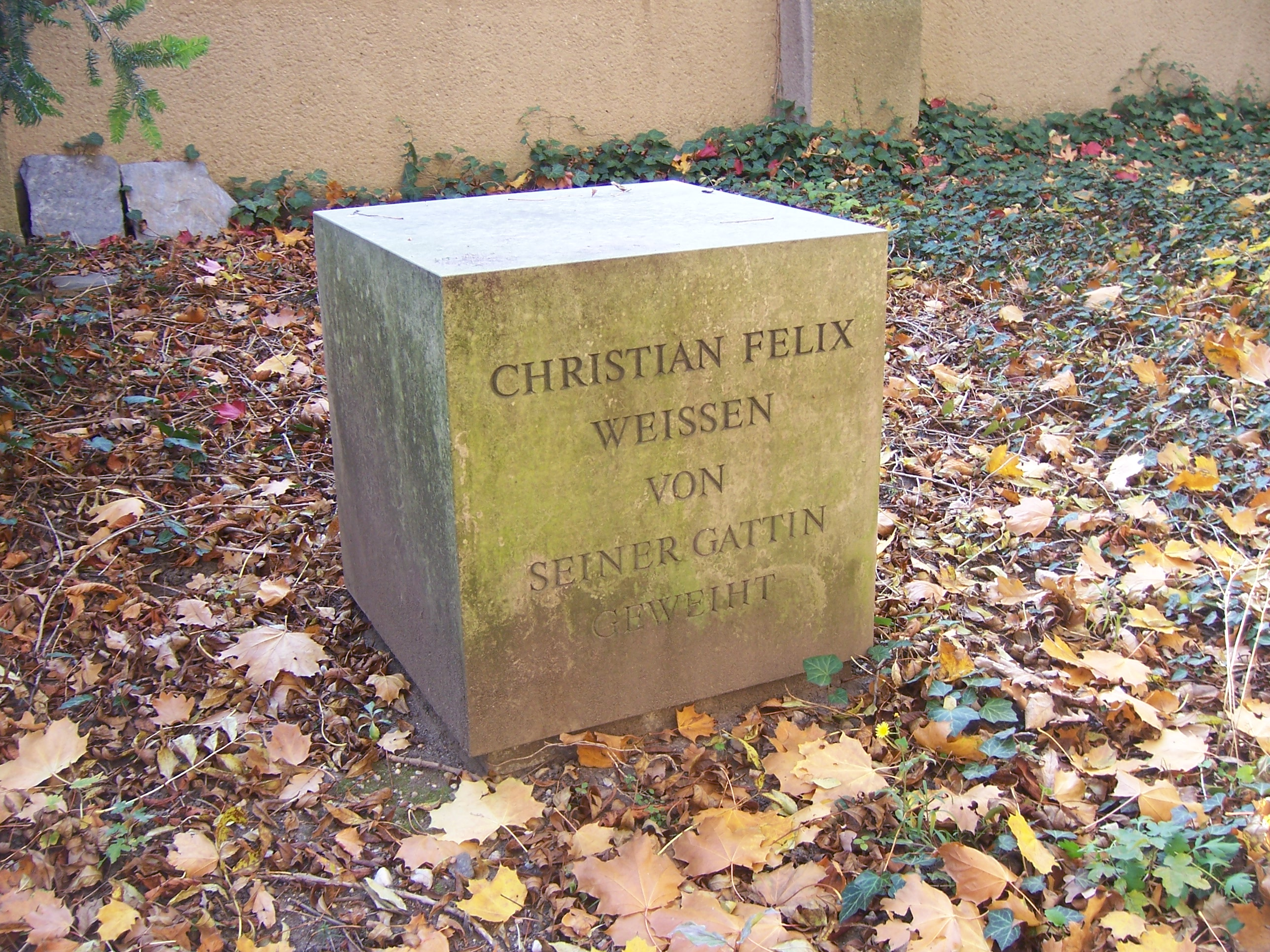
Hrob básníka Christiana Felixe Weiße
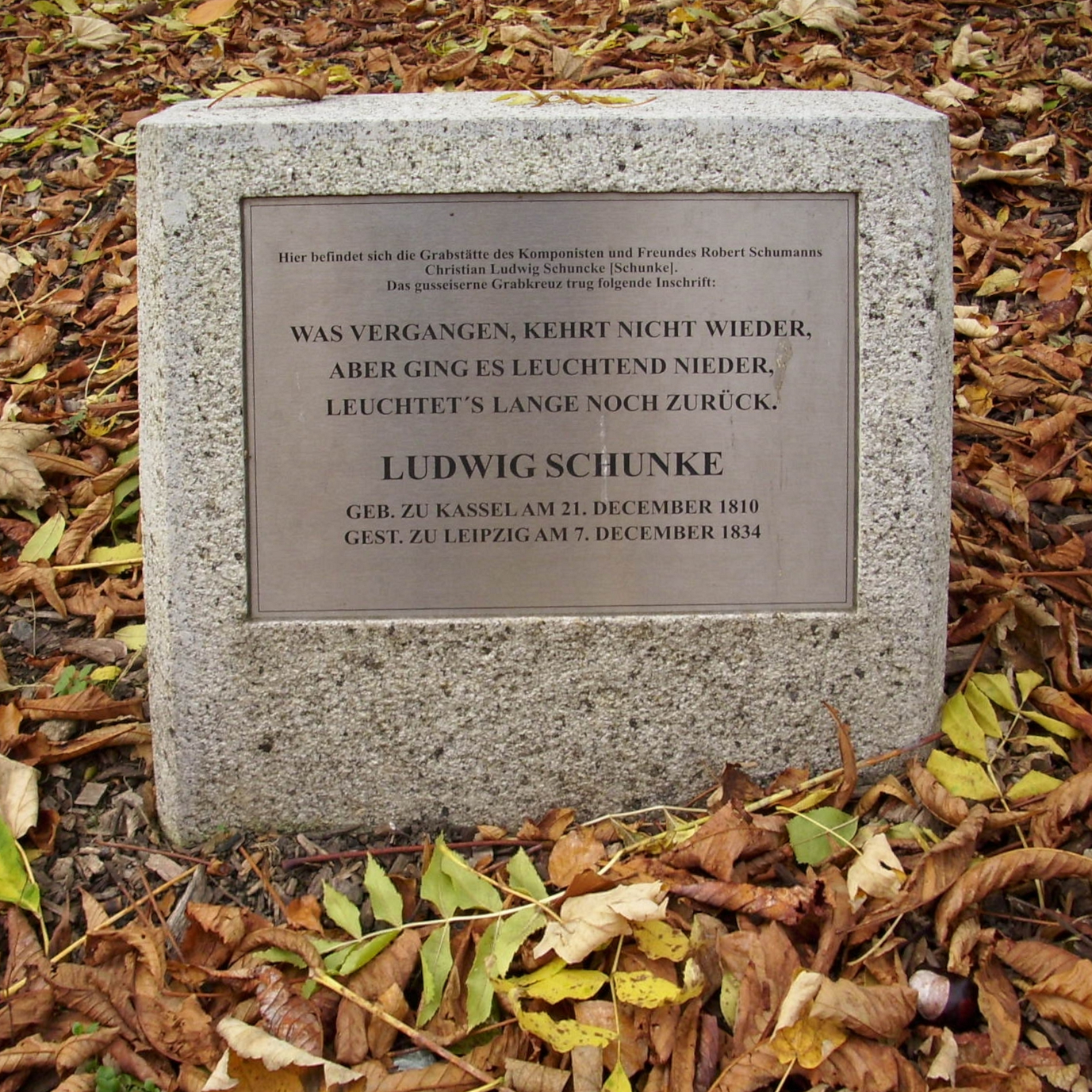
Hrob hudebního skladatele Ludwiga Schunkeho